# あいちクローバー
あいちクローバーは、愛知県を活動拠点とする特定非営利活動法人（NPO法人）。AED（自動体外式除細動器）のさらなる普及と救急現場に居合わせた人（バイスタンダー）による一次救命処置（BLS）が早期に行われる環境づくりを目指し2008年4月に発足。救命のリレー（救命のための連携プレー）の第一走者になりうる一般の市民（非医療従事者）を中心に活動する団体。2008年9月にNPO法人化。あいちAED普及委員会を中心に消防本部が認定した応急手当普及員による市民救急員の育成にもつとめる。また、命の大切さを大人から子供まで伝えることにより、誰もが安心して豊かに暮らせるまちづくりの推進、活動に参加するひとりひとりの人格が向上及び発展することにより社会貢献活動が自発的におこなわれる社会づくりを目指している。

## 活動目的
ボランティア活動を通じて多くの人々に命の大切さを伝え、社会全体に笑顔と元気を届けることを目的とする。
名前は、愛（あい）をもって地域社会に幸せの輪を広げる（あい：愛　ち：地域　クローバー：幸せ）による。　

## 沿革
- 2008年4月 - 任意団体として発足
- 2008年5月 - 名古屋市社会福祉協議会へ登録
- 2008年9月 - 特定非営利活動法人(NPO法人)認証
- 2009年11月 - ピンクリボン活動と協働
- 2011年7月‐AED普及ミュージカルを制作。厚生労働省科学研究に協力。
- 2011年11月‐乳がん検診推進舞台「笑顔のmamade」がん対策推進事業として愛知県より後援
- 2011年12月‐公益財団法人在宅医療助成勇美記念財団の協力のもと講演会を開催

## 活動履歴
- 2008年 6月25日　大須商店街連盟会館にてAEDを使用した心肺蘇生法の説明会を実施。東海ラジオにて紹介される。(2008-7-9)
- 2008年 9月20日　ナゴヤドームでのアクトス6 時間リレーマラソンに救護班を派遣。中日スポーツ新聞 (2008-9-21)
- 2008年11月17日　大須演芸場にて芸人向けAED説明会を実施。大須年忘れチャリティ歌合戦を企画し収益金でAEDを寄贈。中日新聞(2008-11-18)
- 2008年12月 2日　大須商店街にAEDを寄贈。中日新聞 (2008-12-3)
- 2008年12月28日　NPO法人大道芸支援協会「そら」協力のもと芸人向けAED説明会を実施。読売新聞 (2008-12-19)
- 2009年 7月 4日　 愛知県内海町の内海観光協会にAEDを寄贈。県下最大級の海水浴場である内海海水浴場に設置される。中日新聞 (2009-7-5)
- 2009年 9月 6日   第1回 あいちクローバー市民シンポジウムを開催。中部経済新聞 (2009-9-5)
- 2009年10月 6日　 FMラジオMID-FM761「ココロもカラダも元気な名古屋！」にて紹介される。(2009-10-6)
- 2009年11月14日  ピンクリボン活動支援NPOが開催するマラソン大会に救護班を派遣。活動が紹介される。中日新聞 (2010-1-18)
- 2009年12月12日　愛知県長久手町にて開催された「暮らしの体験フェア」での活動がユニークだとFM SAN-Q 尾張東部放送にて紹介される。(2009-12-22)
- 2009年12月29日　大須演芸場にて第2回大須年忘れチャリティ歌合戦を開催。中日新聞 (2009-12-27)
- 2010年 5月29日   子供向けAED講習会をスポーツ教室にて開催。指導員が外出先で心肺蘇生を行い人命を救助する。中日新聞 (2010-7-13)
- 2010年 7月27日   愛知県産業労働センターにて第1回乳がん検診啓蒙講演会を開催。活動が紹介される。中日新聞 (2010-9-7)
- 2010年 9月 4日   大須学区連絡協議会にAEDを寄贈。大須小学校前に設置される。中日新聞 (2010-9-6)
- 2010年10月 5日　 名古屋中法人会主催「名古屋スポーツフェスティバルランド2010」にてAED普及ミュージカル「AEDワンダフォー」を披露。中日新聞 (2010-10-5)
- 2010年11月 1日   AED収納ケースを地元企業と開発。中部経済新聞　(2010-11-1)　日刊工業新聞　(2010-11-30)
- 2010年12月29日   大須演芸場にて第3回大須年忘れチャリティ歌合戦を開催。中日新聞 (2010-12-28)　中部経済新聞 (2010-12-25)
- 2011年 1月15日   市民参加型シンポジウム- 命をつなぐ-を愛知県産業労働センター（ウィンクあいち）大ホールにて開催。Ustreamにて動画配信。
- 2011年10月 2日　 親子で参加する子供向けAED講習会を名古屋市内の小学校にて開催。中日新聞掲載 (2011-10-2)
- 2011年12月 3日　 公益財団法人在宅医療助成勇美記念財団の支援のもと「高齢者の安心な暮らし」をテーマに講演会を開催。中日新聞掲載 (2011-11-17)
- 2011年11月18日 　乳がん検診の必要性を劇で伝える「笑顔のmamade」を制作。千種文化小劇場で上演。中日新聞掲載 (2011-11-18)
- 2012年 2月25日　 AED普及ミュージカル2012を救急医療の専門家が集う学会ICLSシンポジウムにて発表。中日新聞掲載 (2012-2-24)
- 2012年 6月23日   第1回AEDチャリティマラソン大会を主催。栄ミナミ商店街にAEDを寄贈。中日新聞 (2012-10-24)
- 2012年11月11日　名古屋JCと協働でAED普及活動。
- 2013年 1月20日  第2回AEDチャリティマラソン大会を主催。
- 2013年10月28日  名古屋市主催の社会貢献文化促進イベント「ぼらチャリ2013」に参加。
- 2013年 6月22日  第3回AEDチャリティマラソン大会を主催。
- 2014年 1月26日  名古屋市主催の社会貢献文化促進イベント「ぼらチャリ2014」に参加。

## 事務局
本部
- 愛知県名古屋市昭和区福江3丁目１番40号